# Ивги, Моше
Моше Ивги (ивр. משה איבגי‎; родился 29 ноября 1953) — израильский актёр и режиссёр. В 1990 году стал самым первым победителем кинопремии Офир в номинации «Лучшая мужская» роль за роль жулика Ашера в израильской комедии Шуру. Трижды получал израильскую кинопремию Офир. Был осуждён за сексуальные преступления в 2021 году, вышел на свободу в 2022 году.

## Биография
Моше Ивги родился в Касабланке, Марокко, в марокканской еврейской семье.
Его семья иммигрировала в Израиль, когда ему было полтора года. В 11 лет он начал учиться в иешиве Тверии, затем перевёлся в сельскохозяйственную религиозную школу-интернат. В ЦАХАЛе служил в артиллерийском корпусе. После демобилизации поступил в  актерскую студию Нисан Натив в Тель-Авиве.

### Театральная карьера
После окончания актёрской студии в 1978 году, начал участвовать в театральных спектаклях в разных амплуа.

## Актёрская и режиссёрская карьера
В кино начал сниматься с 1980 года, его первым фильмом стал «Восходящая звезда». С середины 1980-х начинал сниматься в международных проектах. В 2005 году играл роль  Майка Харари, руководителя операции Гнев Божий, в фильме  «Мюнхен» (режиссёр Стивен Спилберг. Вместе с дочерью Даной снялся в фильме 2010 года «Хаю Лейлот». В качестве режиссёра Моше Ивги дебютировал с фильмом «И на третий день» в 2011 году.

## Обвинения
В 2016 году в израильских СМИ появилось сообщение об обвинении Моше Ивги в сексуальных домогательствах. В мае 2018 года мировой суд Хайфы предъявил Ивги обвинение в сексуальных домогательствах и непристойных действиях в отношении четырёх женщин. Трое из четырёх обвинителей — актрисы, работавшие с Ивги на съёмочных площадках и в театре. Четвёртая женщина ранее не была знакома с Ивги. Он подошел к ней в магазине фалафеля и сделал относительно неё нежелательные комментарии откровенно сексуального характера.
В 2020 году Моше Ивги был признан виновным в сексуальных домогательствах к четырём женщинам, но оправдан по более серьёзным обвинениям[уточнить]. Он был приговорен к 6 месяцам общественных работ, 6 месяцам испытательного срока и компенсации заявителю в размере 10 000 шекелей. Его приговор был расценен феминистскими группами как слишком мягкий.
12 июля 2021 года мировой суд Хайфы приговорил Ивги к 11 месяцам лишения свободы за сексуальные домогательства. Он был освобожден из тюрьмы 14 марта 2022 года.

## Личная жизнь
Был женат на актрисе Ирит Шелег. Их дочь Дана Ивги тоже работает актрисой. После развода с Ирит он женился на Орит, от которой у него двое детей, Элла и Лили.
Ивги полгода изучал саентологией. Он отказался от этого, заявив, что «это безумный бизнес… Те, кто наверху, зарабатывают миллиарды, а он (средний член) находится в нищете».

## Фильмография
- Восходящая звезда[ивр.] (1980)
- Индеец под солнцем[ивр.] (1981) — Атиас
- Под носом[англ.] (1982) — Герцль
- Габи Бен Якар[ивр.] (1982) — Габи Бен Якар
- Господин Леон[ивр.] (1982) — инспектор Момо Данино
- Кони Лемель в Каире[ивр.] (1983) — преступный босс
- Посол[англ.] (1984) — арабский студент
- Мы всегда говорим «до свидания» (1986) — Даниэль
- Хлеб[ивр.] (1986) — Барух
- Битва за комитет[ивр.] (1986) — Рафик
- Deadline (1987) — Абдул
- Mis’chakim Ba’Horef (1988)
- The Lookout (1990) — Asher Yashurun
- Шуру (1990) — гуру Ашер
- Финал кубка[англ.] (1991) — Коэн
- Malachim B’Ruah (1992) — Michel
- The Mummy Lives (1993) — Али
- Nikmato Shel Itzik Finkelstein[англ.] (1993) — Itzik Finkelstein
- The Patriots (1994) — Oron
- Sipur Shematchil Belevaya Shel Nachash (1994) — Monsieur Robert
- Max V’Morris (1994) — Morris
- Влюблённый из третьего квартала[англ.] (1995) — Виктор
- Sof Hamis’chak (1996) — Aviad
- Ha-Dybbuk B’sde Hatapuchim Hakdoshim (1997) — Azriel
- Day After Day (Yom Yom, 1998) — Moshe
- Dangerous Acts (1998) — Yisarael
- Arim B’Layla (1998)
- Aaron Cohen's Debt (1999) — Aaron Cohen
- Zman Avir (1999) — Haim
- The Investigation Must Go On (2000) — Shalom Shalom
- Asphalt Zahov (2000)
- Sipuray Bate Kafe (2003)
- Haïm Ze Haïm (2003)
- Спартанец (2004) — Ави
- Campfire (2004) — Yossi
- Металлик блюз[ивр.] (2004) — Сисо Бэн-Хамо
- Мюнхен (2005) — Майк Харари, руководитель операции Гнев Божий
- Арбитр[ивр.] (2007—2014, сериал) — Барух Асулин «Арбитр»
- Restless (2008) — Moshe
- Траур[ивр.] (2008) — Хаим Охайон
- Etsba Elohim (2008) — Israel
- Ultimatum (2009) — Professeur Feist
- Haiu Leilot (There Were Nights, 2010)[17] — Izhak Ben Shmuel
- И на третий день[ивр.] (2011) — Элиша, хозяин паба
- Моя прекрасная сестра[ивр.] (2011) — Роберт
- Смешной мир[ивр.] (2012) — профессор Пестель
- Lean neelam Moshe Ivgy (2012) — Himself
- Menatek Ha-maim (2012)
- Юность[ивр.] (2013) — Моти Купер
- Hasored (2013) — Hezi
- Охота на слонов (2013) — Дэди
- Love Letter to Cinema (2014)
- Империя Загури[англ.] (2014—2015, сериал) — Альберт Загури
- 90-минутная война[ивр.] (2016)
- Амор[ивр.] (2016)

## Награды и признание

### Премия Офир
- 2004, победа в номинации «Лучшая мужская роль второго плана» — Металлик блюз[ивр.]
- 1995, победа в номинации на лучшую мужскую роль — фильм  Влюблённый из третьего квартала[англ.] (1995) — Виктор
- 1990, победа в номинации на лучшую мужскую роль — фильмШуру (1990) — гуру Ашер

### Другие награды
На Хайфском международном кинофестивале 2016 года Моше Ивги разделил приз за лучшую мужскую роль с Норманом Иссой (в художественном фильме 90-минутная война).